# Pokaniewo
Pokaniewo – wieś w Polsce położona w województwie podlaskim, w powiecie siemiatyckim, w gminie Milejczyce. Leży nad rzeką Nurczyk. Dawne nazwy miejscowości to Pakaniew oraz Pakaniewo. Nazwa "Pakaniewo" utrzymuje się nadal w gwarze.
| SIMC    | Nazwa            | Rodzaj    |
| ------- | ---------------- | --------- |
| 1012347 | Pokaniewo-Dwór   | część wsi |
| 1012353 | Pokaniewo-Ostrów | część wsi |

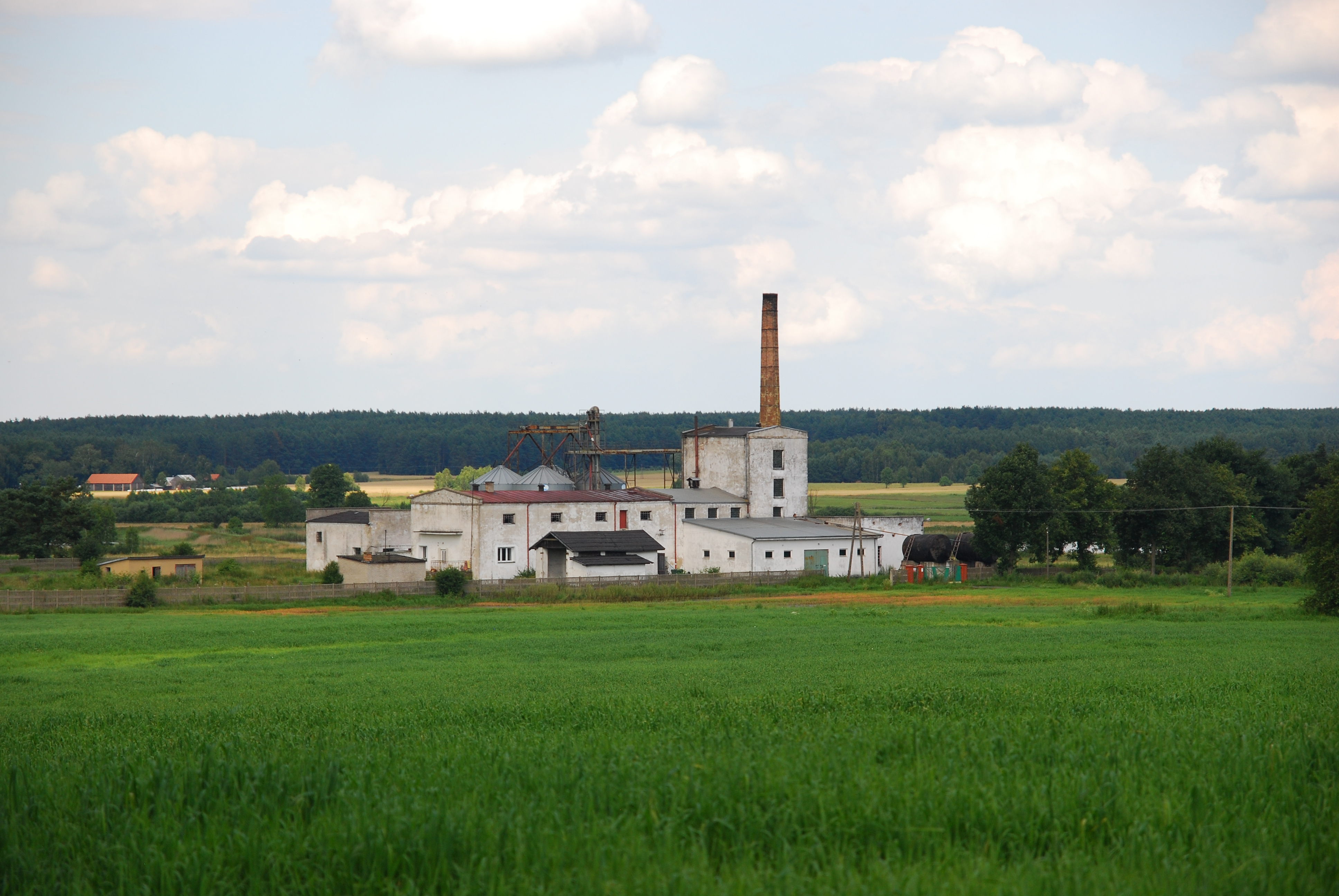
Stara gorzelnia w Pokaniewie

We wsi znajdowała się gorzelnia oraz stawy hodowlane, fabryka naczyń fajansowych. W pobliżu gorzelni znajdowała się park oraz dwór właścicieli Pokaniewa.
Prawosławni mieszkańcy wsi należą do parafii św. Barbary w Milejczycach, a wierni kościoła rzymskokatolickiego do parafii św. Stanisława w Milejczycach.
W latach 1954-1957 wieś była siedzibą gromady Pokaniewo, po jej zniesieniu w gromadzie Milejczyce. W latach 1975–1998 miejscowość administracyjnie należała do województwa białostockiego.

## Związani z Pokaniewem
Z Pokaniewa pochodzą dwaj główni bohaterowie programu Fokus TV i Telewizji Polsat Rolnicy. Podlasie: Monika i Tomasz Cieślikowie